# Jet Airliner
Jet Airliner is een nummer van de Amerikaanse band Steve Miller Band uit 1977. Het is de eerste single van hun tiende studioalbum Book of Dreams. 
"Jet Airliner" werd geschreven door de Amerikaanse muzikant Paul Pena en was een track op zijn album New Train, dat hij in 1973 opnam. Wegens conflicten tussen Pena en zijn platenlabel werd het album pas in 2000 uitgebracht. Steve Miller hoorde het album al wel vlak nadat het opgenomen werd. Dit kwam door producer Ben Sidran, die ook lid was geweest van de Steve Miller Band. Miller nam in 1975 een cover van "Jet Airliner" op, die hij in de eerste instantie al bedoelde voor het album Fly Like an Eagle, maar uiteindelijk kwam de cover terecht op opvolger Book of Dreams. De cover werd een grote hit in Noord-Amerika en bereikte de 8e positie in de Amerikaanse Billboard Hot 100. Nederland en België waren de enige Europese landen waarin het nummer een hit werd. In de Nederlandse Top 40 bereikte het de 13e positie, en in de Vlaamse Radio 2 Top 30 werd de 29e positie behaald.